# Archicofradía

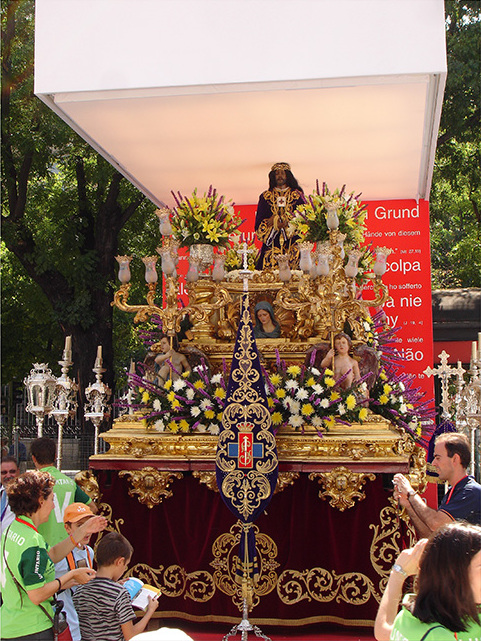
Paso de Jesús Nazareno (Medinaceli), de la Archicofradía homónina de Madrid, en el Via Crucis de las Jornadas Mundiales de la Juventud 2011

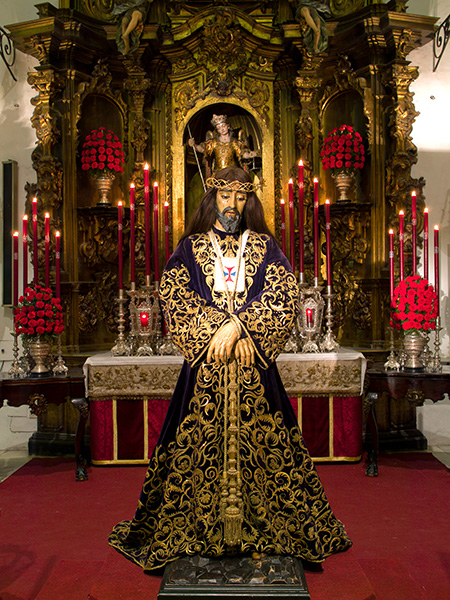
Besamanos extraordinario de Jesús Cautivo y Rescatado, de la Archicofradía Sacramental de Medinaceli (San Fernando)

Archicofradía es la denominación que tienen algunas hermandades o cofradías de culto católico, ya sean de penitencia o de gloria, que puede significar varios conceptos, según las circunstancias de su otorgamiento:
- Por ser muy antigua.
- Por ser cofradía con privilegios especiales.
- Por ser el resultado de la fusión de varias Hermandades.
- Por tener Carta de Filiación o de hermandad con otra archicofradía más antigua.

La Real Academia define archicofradía como: Cofradía que se caracteriza por su antigüedad o sus especiales privilegios. 
Como norma general, la vida diaria y los actos de las archicofradías no se suelen distinguir demasiado del resto de asociaciones de culto católico, siendo utilizado este título más como reconocimiento de algún momento histórico concreto de estas hermandades, que como una indicación de mayor importancia actual de las mismas.
Algunas de las archicofradías más conocidas son: 
Archicofradía del Santísimo Sacramento de Santa Maria sobre Minerva, de Roma; Real Archicofradía de Nuestra Señora de la Cinta; Archicofradía Sacramental de Pasión, Sevilla; Real Archicofradía de San Gil, Écija; Archicofradía de Nuestro Padre Jesús Nazareno (Medinaceli), Madrid; Archicofradía de Nuestro Padre Jesús Nazareno “El Pobre”, Madrid; Archicofradía de la Sangre (Málaga), Málaga; Archicofradía de Jesús de Medinaceli, San Fernando; Archicofradía de la Corte de María, Liria, Valencia; o la Real, Muy Ilustre, Venerable y Antiquísima Archicofradía de la Preciosísima Sangre de Nuestro Señor Jesucristo, conocida popularmente como Los Coloraos de Murcia.